# Bernd Scheifele

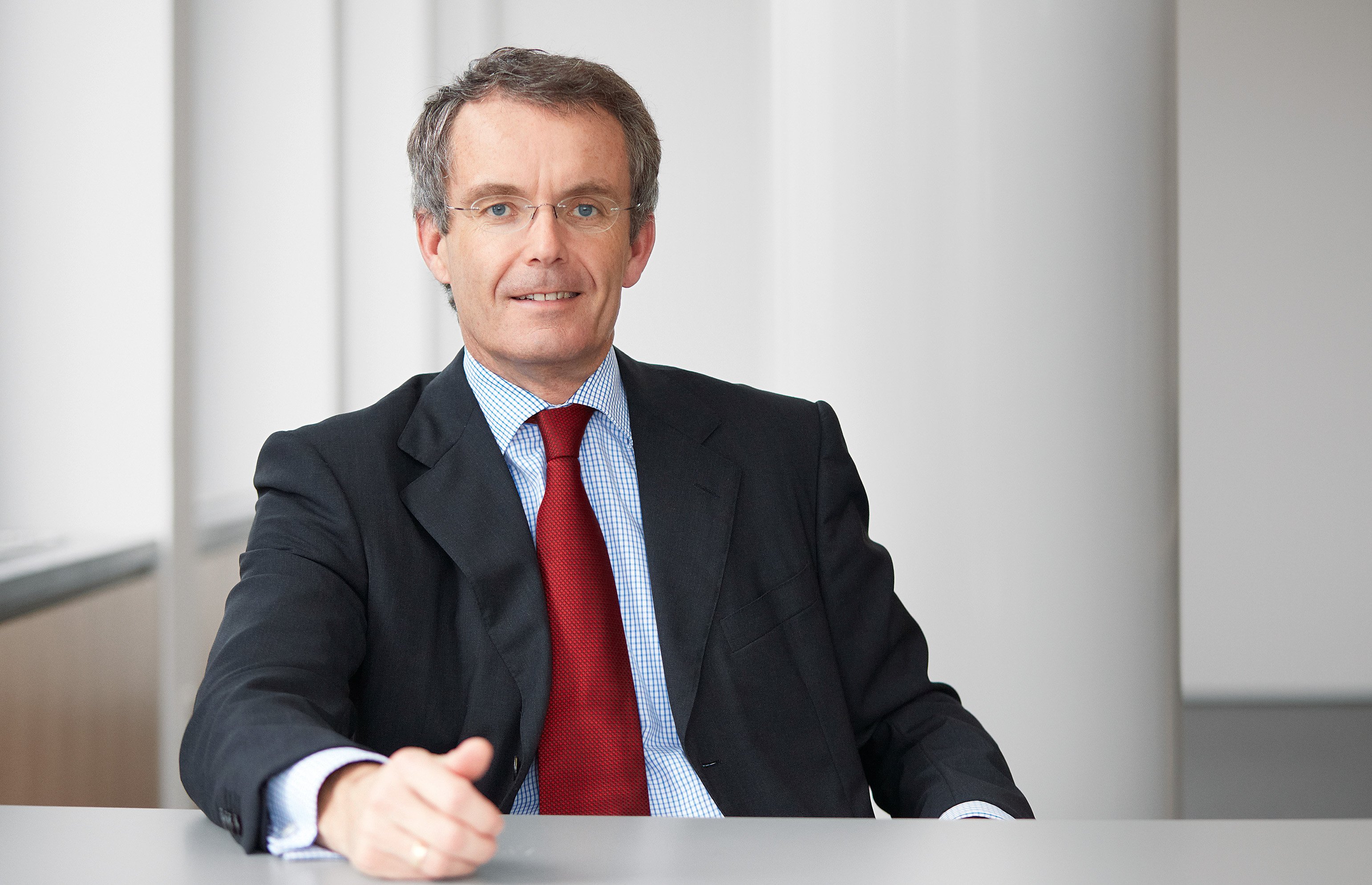
Bernd Scheifele (2013)

Bernd Scheifele (* 5. Mai 1958 in Freiburg im Breisgau) ist ein deutscher Manager. Von 2005 bis 2020 war er Vorstandsvorsitzender von HeidelbergCement.

## Leben
Nach dem Abitur am Dillmann-Gymnasium Stuttgart im Mai 1977 arbeitete Bernd Scheifele einen Monat bei Daimler-Benz in Untertürkheim am Band. Danach leistete er 1977 bis 1978 den Wehrdienst ab. Anschließend studierte er an der Universität Freiburg sowie ein Jahr in Dijon (Frankreich) Rechtswissenschaften. 1983 machte er das erste Staatsexamen und absolvierte als Fulbright-Stipendiat ein einjähriges Studium zum Master of Laws an der Universität Illinois in den Vereinigten Staaten. Danach legte er das zweite Staatsexamen ab und wurde in Freiburg promoviert. Von 1988 bis 1994 arbeitete Bernd Scheifele bei der Wirtschaftskanzlei Gleiss Lutz in Stuttgart.
Am 1. Oktober 1994 wurde er zum Vorstandsvorsitzenden von Phoenix Pharmahandel (Mannheim) berufen und 2004 zum Aufsichtsratsvorsitzenden gewählt. Am 1. Februar 2005 wurde er zudem Vorstandsvorsitzender des Baustoffkonzerns HeidelbergCement. Er ist auch Aufsichtsratsvorsitzender der Verlagsgruppe Georg von Holtzbrinck.
Unter Scheifele übernahm HeidelbergCement 2007 den britischen Baustoffkonzern Hanson für 9,5 Milliarden Pfund (14,0 Milliarden Euro). Auch führte er das Unternehmen durch die Weltfinanzkrise und 2010 in den deutschen Aktienleitindex DAX. Im gleichen Jahr positionierte sich Scheifele als einer von 40 Unterzeichnern des Energiepolitischen Appells, einer Lobbyinitiative der vier großen Stromkonzerne mit dem Ziel einer Laufzeitverlängerung für deutsche Kernkraftwerke. Durch die Übernahme von Italcementi unter seiner Ägide, die 2016 abgeschlossen wurde, verstärkte HeidelbergCement seine Führungsrolle unter den Baustoffunternehmen weltweit. Im November 2016 kam es zu einem kontroversen Medienecho, nachdem Scheifele einen Zusammenhang zwischen einem von Donald Trump projektierten Mauerbau an der Grenze zwischen den Vereinigten Staaten und Mexiko und Profitchancen von HeidelbergCement hergestellt hatte. Zum 1. Februar 2020 übergab Bernd Scheifele sein Amt nach 15 Jahren als Vorstandsvorsitzender von HeidelbergCement an seinen Stellvertreter Dominik von Achten.

## Kritik
Im November 2016 erklärte Scheifele, die Politik von US-Präsident Donald Trump werde sich positiv auf die Geschäfte des Unternehmens auswirken. Insbesondere die von Trump geplante Mauer an der Grenze zwischen den Vereinigten Staaten und Mexiko werde „nicht aus Holz gebaut, sondern aus Zement.“ Mit dem Mauerbau „wären wir in Texas und Arizona nicht schlecht bedient“, sagte Scheifele mit Blick auf die dortigen Zementwerke, die zum Unternehmen gehören. Die Äußerung löste Unverständnis und Protest aus. Obwohl Scheifele seine Aussage bekräftigte, erklärte im Januar 2017 ein Unternehmenssprecher, die Äußerungen seien „ironisch gemeint“ gewesen und „aus dem Zusammenhang gerissen“ worden. Zugleich sagte der Sprecher, eine Beteiligung am Bau der Mauer sei nicht ausgeschlossen.

## Privates
Er ist verheiratet und hat vier Söhne.